# George Cole
George Edward Cole OBE (* 22. April 1925 in London; † 5. August 2015 ebenda) war ein britischer Schauspieler.

## Leben und Karriere
Cole wurde im Londoner Stadtteil Tooting geboren. Seine 16-jährige Mutter gab ihn wenige Tage nach der Geburt zur Adoption frei. Cole wuchs in Morden im London Borough of Merton auf. Schon als Kind trat er mit seinen Adoptiveltern, die beide Amateurmusiker waren, in Music Halls auf. Nachdem er im Alter von 14 Jahren die Schule verlassen hatte, erhielt er Arbeit bei einem Musical in Blackpool. Seine Karriere als Schauspieler wurde nur von seiner Dienstzeit 1944 bis 1947 bei der Royal Air Force unterbrochen.
Seine Theaterkarriere begann Cole mit dem Stück Cottage to Let (1940). Hier lernte er den Schauspieler Alastair Sim kennen, der sein Freund und Förderer wurde. Gemeinsam traten sie auch in der Verfilmung von Cottage to Let (1941) und in weiteren 10 Filmen auf, darunter in der Dickens-Verfilmung Eine Weihnachtsgeschichte, wo Sim den alten Scrooge und Cole den jungen Scrooge spielte. 1953 übernahm Cole für 118 Folgen die Rolle des David Bliss in der BBC-Radioserie A Life of Bliss. Er spielte in zahlreichen Film- und Fernsehproduktionen wie Cleopatra (1963) mit Elizabeth Taylor und Richard Burton und Der blaue Vogel (1976) – erneut neben Elizabeth Taylor, Jane Fonda und Ava Gardner. Zu seinen späten Filmen gehört eine Nebenrolle in Mary Reilly (1996) mit Julia Roberts und John Malkovich in den Hauptrollen.
Besonders häufig verkörperte er dabei britische Upper-Class-Figuren, unter anderem die Rolle des Adeligen Sir Giles Lynchwood in der BBC-Fernsehserie Blott on the Landscape aus dem Jahr 1985, die auf der Novelle Klex in der Landschaft von Tom Sharpe basierte. Von 1979 bis 1994 spielte er mit dem Ganoven Arthur Daley eine der Hauptrollen in der Fernsehserie Der Aufpasser. 1992 erhielt er den Order of the British Empire. Bis zu seinem Ruhestand 2008 trat er in rund 120 Film- und Fernsehrollen auf. Cole war zweimal verheiratet und hatte drei Kinder.

## Filmografie (Auswahl)
- 1941: Cottage to Let
- 1944: Heinrich V. (Henry V)
- 1948: Der Mann ohne Gewissen (My Brother's Keeper)
- 1948: Quartett (Quartet)
- 1949: Der Meisterdieb von Paris (The Spider and the Fly)
- 1950: Die Nacht begann am Morgen (Morning Departure)
- 1950: Die schwarze Füchsin (Gone to Earth)
- 1951: Wer zuletzt lacht (Laughter in Paradise)
- 1951: Maxie macht Karriere (Lady Godiva Rides Again)
- 1951: Eine Weihnachtsgeschichte (Scrooge)
- 1952: Treffpunkt Moskau (Top Secret)
- 1953: Hypnose gefällig...? (Will Any Gentleman...?)
- 1954: Ein Inspector kommt (An Inspector Calls)
- 1954: Die Schönen von St. Trinians (The Belles of St. Trinian’s)
- 1955: So etwas lieben die Frauen (The Constant Husband)
- 1955: Kennwort: Berlin-Tempelhof (A Prize of Gold)
- 1955: Liebe, Tod und Teufel (Quentin Durward)
- 1956: Der grüne Mann (The Green Man)
- 1956: Im Schatten der Angst (The Weapon)
- 1957: Blue Murder at St. Trinian’s
- 1959: Ein Schotte auf Brautschau (The Bridal Path)
- 1960: The Pure Hell of St. Trinian’s
- 1960–1961: A Life of Bliss (Fernsehserie, 20 Folgen)
- 1963: Cleopatra
- 1963: Dr. Syn – Das Narbengesicht (Dr. Syn, Alias the Scarecrow)
- 1966: The Great St. Trinian’s Train Robbery
- 1968: A Man of Our Times (Fernsehserie, 13 Folgen)
- 1970: Gruft der Vampire (The Vampire Lovers)
- 1971: Die Fratze (Fright)
- 1971: UFO (Fernsehserie, Folge 1x15)
- 1973: Ein Hamburger für 10 Millionen (Take Me High)
- 1976: Der blaue Vogel (The Blue Bird)
- 1976: Die Füchse (The Sweeney, Fernsehserie, Folge 3x04)
- 1978: Die Reise von Charles Darwin (The Voyage of Charles Darwin, Miniserie)
- 1978: Simon Templar – Ein Gentleman mit Heiligenschein (Return of the Saint, Fernsehserie, Folge 1x10)
- 1979–1994: Der Aufpasser (Minder, Fernsehserie, 109 Folgen)
- 1982–1983: The Bounder (Fernsehserie, 14 Folgen)
- 1983: Auf dem Highway spielt die Polizei verrückt (Deadline Auto Theft)
- 1985: Blott on the Landscape (Miniserie, 6 Folgen)
- 1992: Road Into Europe (Fernsehserie, 5 Folgen)
- 1995: An Independent Man (Fernsehserie, 7 Folgen)
- 1995–1996: My Good Friend (Fernsehserie, 14 Folgen)
- 1996: Mary Reilly
- 1997–1999: Dad (Fernsehserie, 13 Folgen)
- 2000: The Ghost of Greville Lodge
- 2005, 2008: Heartbeat (Fernsehserie, 2 Folgen)
- 2007: New Tricks – Die Krimispezialisten (New Tricks, Fernsehserie, Folge 4x05)
- 2007: Agatha Christie’s Marple (Fernsehserie, Folge Das Schicksal in Person)
- 2008: Inspector Barnaby (Midsomer Murders, Fernsehserie, Folge Shot at Dawn)

## Diskografie

### Singles
| Jahr | Titel Album                       | Höchstplatzierung, Gesamtwochen, AuszeichnungChartsChartplatzierungen (Jahr, Titel, Album, Platzierungen, Wochen, Auszeichnungen, Anmerkungen) | Anmerkungen         |
| Jahr | Titel Album                       | UK | Anmerkungen         |
| ---- | --------------------------------- | --- | ------------------- |
| 1983 | What Are We Gonna Get 'Er Indoors | UK21 (5 Wo.)UK | mit Dennis Waterman |